# رکسلبن (بورده)
رکسلبن (به آلمانی: Erxleben) یک شهر در آلمان است که در Börde واقع شده‌است. رکسلبن ۳٬۱۴۳ نفر جمعیت دارد.